# Hambruna rusa de 1921-1922
La hambruna rusa de 1921-1922 (del ruso: Голод в России 1921—1922 годов), también conocida como la hambruna de la región del Volga (del ruso: Голод в Поволжье), fue una severa hambruna que tuvo lugar en Rusia desde principios de la primavera de 1921 hasta hasta fines de 1922, y en algunas zonas hasta mediados de 1923. La hambruna fue tan severa que era dudoso que el grano fuera sembrado más bien que comido. En cierta ocasión, las agencias de socorro tuvieron que dar el grano al personal de ferrocarril para mover sus provisiones.
La hambruna resultó del efecto combinado de la interrupción de la producción agrícola, que comenzó durante la Primera Guerra Mundial y siguió por las perturbaciones producto de la Revolución rusa de 1917 y la guerra civil rusa. A lo anterior hubo que añadir el efecto de una de las sequías intermitentes de Rusia que tuvo lugar en 1921 y que agravó la situación hasta el nivel de catástrofe nacional. En muchos casos, las imprudencias de las administraciones locales, que reconocieron los problemas demasiado tarde, contribuyeron a la tragedia.
El número de muertos es difícil de averiguar dado que no se hizo un recuento oficial. La situación fue especialmente grave en las provincias de Samara y Cheliábinsk y en las Repúblicas Autónomas Socialistas Soviéticas de Baskiria y de los Alemanes del Volga, en las cuales la Oficina Central Soviética de Estadísticas recoge un descenso de población de 5,1 millones de personas entre 1920 y 1922.

## Historia de la hambruna
Rusia había sufrido seis años y medio de guerra antes de que comenzara el hambre. Los últimos años de la Primera Guerra Mundial en el Este fueron luchados dentro de la Rusia Imperial. La guerra moderna estropeó cualquier economía, pero para la mayor parte del período, Rusia había perdido el contacto con el mundo, no sólo por el comercio con los Poderes Centrales, sino por el cierre de los Dardanelos. El cierre de la exportación de grano habría significado al menos graneros llenos, si no fuera por el desfalco y la corrupción del Imperio ruso.

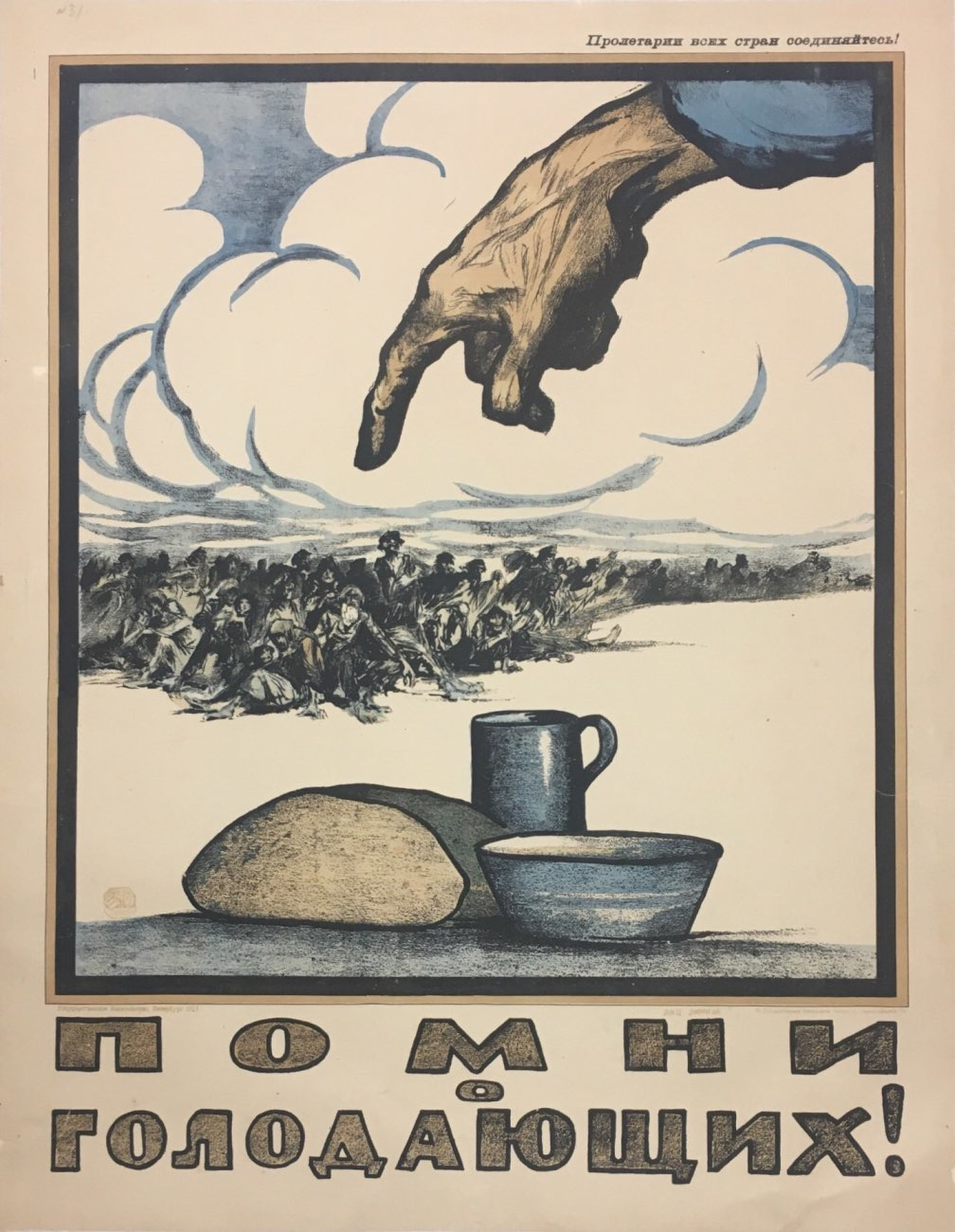
Cartel soviético instando a ayudar a los hambrientos durante la hambruna. El cartel reza, en ruso: "¡Recordad a aquellos que pasan hambre!"

Las principales causas de esta hambruna fueron:
- La feroz sequía de 1921. Se estima que se echó a perder el 22 % de todo lo sembrado.
- Las devastadoras consecuencias de la Guerra Civil y Gran guerra.
- Los conflictos entre las autoridades bolcheviques y grupos de campesinos terratenientes (kuláks).

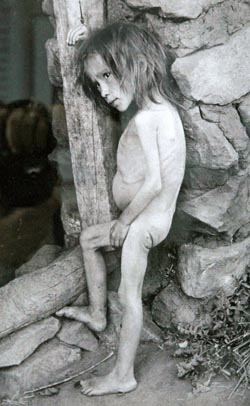
Una niña en Rusia con evidentes signos de desnutrición en 1921.

Antes del hambre, todos los bandos de la Guerra Civil Rusa de 1918-20 —los bolcheviques, los blancos, los anarquistas, las nacionalidades que se separan— se habían aprovisionado por el método antiguo "de vivir la tierra": tomaban la comida de aquellos que la cultivaron, la daban a sus ejércitos y partidarios, y la niegan a sus enemigos. La eficacia bolchevique en esto es confirmada por la información que obra en sus archivos; esto indudablemente contribuyó a su victoria. El gobierno bolchevique había requisado provisiones de la clase campesina dando poco o nada a cambio. Ello condujo a que los campesinos redujeran drásticamente su producción. Según la posición del funcionariado bolchevique, que todavía es mantenida por algunos marxistas modernos, los campesinos terratenientes (kuláks) retuvieron su grano excedente a fin de conservar sus ganancias[cita requerida] —las estadísticas indican que la mayor parte del grano y otros víveres pasaron por el mercado negro—.[cita requerida]
Los bolcheviques sospechaban que los kuláks trataban de minar el esfuerzo de guerra. El Libro Negro del Comunismo declara que Lenin pidió que se incautaran los alimentos que los campesinos habían cultivado para su subsistencia y las semillas para plantar la nueva cosecha en represalia por este "sabotaje".[cita requerida] En 1920, Lenin había ordenado aumentar la confiscación de comida de la clase campesina. León Trotski sostuvo con Lenin que esto fallaba tan pronto como en la primavera de 1920; Lenin finalmente admitió los errores.[cita requerida]
La Administración de Socorro Estadounidense, que Herbert Hoover había formado para luchar contra el hambre de Primera Guerra Mundial, ofreció ayuda a Lenin en 1919, con la condición de tener el control de la red de ferrocarriles rusos y así poder repartir la comida imparcialmente a todos; Lenin rechazó esto con el argumento que era una interferencia en los asuntos internos rusos.
Esta hambruna, la rebelión de Kronstadt, levantamientos de campesinos a gran escala como la rebelión de Tambov, y el fracaso de la revolución alemana convencieron a Lenin de invertir su política dentro y fuera del país. Decretó la Nueva Política Económica el 15 de marzo de 1921. El hambre también ayudó a producir una apertura al oeste: Lenin permitió que organizaciones de socorro trajeran la ayuda, esta vez; por suerte, el socorro de guerra ya no era requerido en Europa Occidental, y el A.R.A. hacía establecer una organización en Polonia, para paliar la hambruna polaca que había comenzado en el invierno de 1919-20.

## Medidas bolcheviques
Desde abril de 1921, se toman medidas para intentar evitar el hambre. En mayo y julio de 1921, Lenin organizó el aumento de compras de alimentos al exterior. A pesar de que desde julio de 1921 hubo peticiones de ayuda al extranjero, solo en septiembre empezó a llegar. En junio de 1921 el gobierno soviético movilizó todo el país para la lucha contra el hambre. Es en esa época cuando se crea la Comisión de Ayuda a los Hambrientos, a favor de la cual, Kalinin movilizó todas las organizaciones estatales, organizaciones juveniles, el Ejército Rojo... Esta comisión ayudaría a los más necesitados con la comida que pudiese ofrecer.

## El esfuerzo de socorro internacional

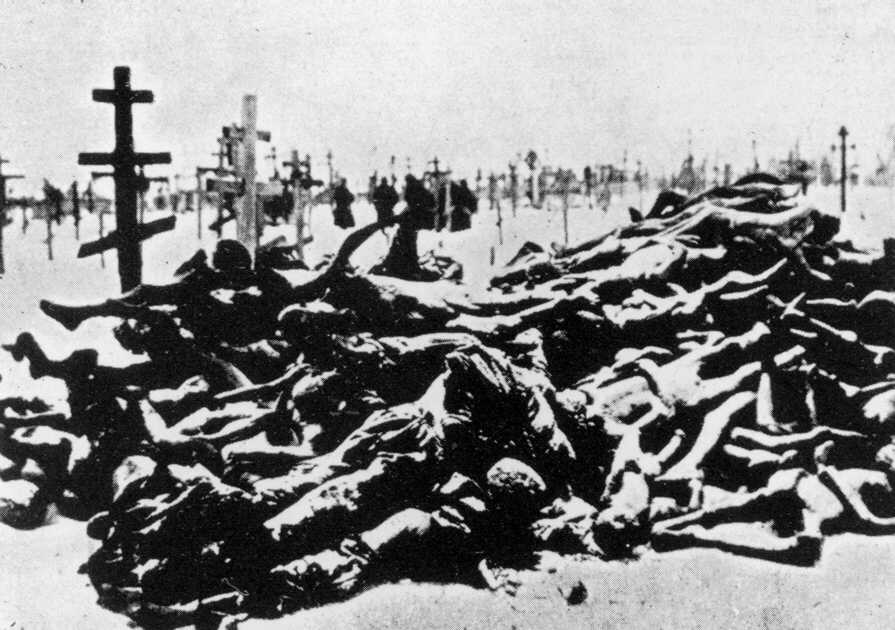
Víctimas de la hambruna en Buzulúk, Óblast de Oremburgo.

Aunque ninguna petición oficial de la ayuda fuera publicada, a un comité de gente famosa sin afiliaciones de partido obvias le permitieron establecer una petición de la ayuda. En el julio de 1921 el escritor Maxim Gorki publicó una petición al mundo exterior, afirmando que millones de vidas eran amenazados por el fracaso de la cosecha. En una conferencia en Ginebra el 15 de agosto organizada por el Comité Internacional de la Cruz Roja y la Liga de Sociedades de Cruz Roja, se creó el Comité Internacional para el Socorro Ruso (ICCR), cuyo alto comisionado fue el doctor Fridtjof Nansen. Los participantes principales eran la Asociación de socorro Americana, junto con otros organismos como el Comité de Servicio de Amigos americano y la Unión Internacional Salven a los Niños, que hacía tenía por principal donante a la Fundación Salven a los Niños británica.
Nansen se dirigió a Moscú, donde firmó un acuerdo con el ministro de Asuntos Exteriores soviético Gueorgui Chicherin, que dejó el ICCR al control completo de sus operaciones. Al mismo tiempo, la recaudación de fondos para la operación de socorro de hambre comenzó en Gran Bretaña, con todos los elementos de una operación de socorro de emergencia moderna —publicidad en la prensa, empleo de colectas y grabación de una película para recaudar fondos contra el hambre—. En septiembre, zarpó de Londres un barco con seiscientas toneladas de víveres. El primer centro de alimentación se instaló en octubre en Sarátov.
El ICCR logró alimentar a alrededor de diez millones de personas por medio de la ARA (American Relief Administration) aprobada por el Congreso estadounidense; la Unión Internacional Salven a los Niños, en comparación, logró alimentar a 375 000. La operación era arriesgada —varios trabajadores murieron de cólera— y hubo quien la criticó, como el Daily Express de Londres, que primero negó la gravedad de la hambruna y luego sostuvo que el dinero sería mejor gastado en reducir la pobreza en el Reino Unido.

## El período posterior
Los bolcheviques permitieron a las agencias de socorro seguir distribuyendo comida libre en 1923, mientras los bolcheviques vendieron el grano en el extranjero. El efecto neto, ya que el grano es fungible, era que ellos recibieron el dinero para nada de los filántropos occidentales. Cuando se descubrió este esquema, las organizaciones de auxilio extranjeras suspendieron la ayuda. El primer ataque cardíaco de Lenin fue en la primavera 1922, y su afasia fue en 1923; por lo tanto, el grado de su responsabilidad en las ventas de grano es confuso. Sin embargo, el aprovechamiento de capitalistas crédulos habría concordado con las políticas que había expresado Lenin.
Según una publicación oficial soviética de principios de la década de 1920, sólo en 1921 murieron alrededor de 5 millones de personas a causa de la hambruna. Esta cifra suele citarse en algunos los libros de texto, sin embargo, falta sumar las cifras de muertos del año 1922. Por otra parte, los testigos hablaron de 10 millones de víctimas. Según Bertrand Patenaude, tal cifra no parece exagerada en comparación con los muchos millones de víctimas de la guerra, el hambre y el terror en el siglo XX. Como comparación, el peor fracaso de cosecha de la Rusia Zarista tardía, en 1892, causó de 375.000 a 400.000 muertes.[cita requerida] A aquel fracaso siguieron años de cosechas normales y abundantes, permitiendo acumular reservas; la cosecha de 1888 fue "excelente más allá de las esperanzas más optimistas". Además ello ocurrió en tiempos de paz, buen comercio internacional, y orden; es de notar que no hubo guerra extendida en Rusia antes de 1917.

## Usos políticos

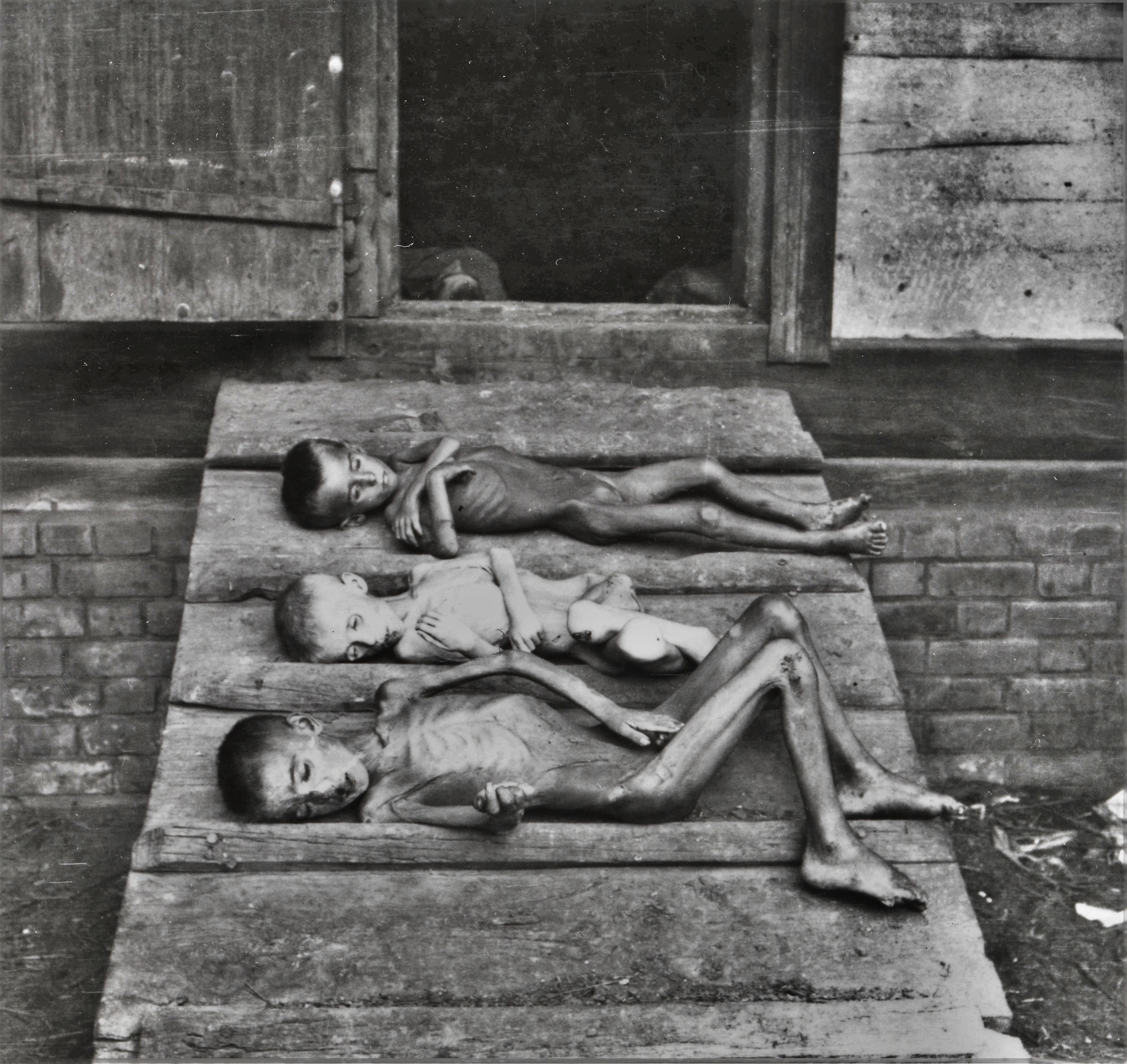
Tres niños muertos de hambre. Una de las fotos del viaje a Rusia en noviembre y diciembre de 1921. Como encargado de la Cruz Roja Internacional, Fridtjof Nansen visitó las zonas que fueron más duramente castigadas por el hambre.

La hambruna rusa de 1921 vino al final de seis años y medio de malestar y violencia (primero la Primera Guerra Mundial, luego las dos revoluciones rusas de 1917, luego la guerra civil rusa). Muchas facciones políticas y militares diferentes estuvieron implicadas en aquellos acontecimientos, y la mayor parte de ellos han sido acusados por sus enemigos de haber contribuido o ser los únicos responsables de la hambruna.
Preobrazhenski anunció que la descomunal inflación que ocurrió junto a la decisión del gobierno de imprimir cantidades ilimitadas de dinero habían servido para obtener alimentos y otros productos del campesinado. Pero en realidad, esta situación se dio porque en 1919, el gobierno bolchevique sólo controlaba un pequeño territorio alrededor de Moscú. Y al no poder recaudar impuestos, el estado se financiaba imprimiendo dinero, y por ello el resultado fue la hiperinflación. El gobierno imperial había controlado el comercio de granos, requería que los campesinos comercializaran sus excedentes, y racionaba el pan en las ciudades. Aun así, hubo otra complicación para el desarrollo de la economía rusa, en un esfuerzo por reducir los impuestos, recibir más beneficios por el gobierno y asegurar la impunidad, los propietarios estaban muy por debajo del número de sus cosechas y ganado, y en general los datos se recogían en un ambiente tan tenso que no se podía controlar ni reprimir a los que escondían los beneficios. Esto demostró la debilidad del estado soviético, que fue incapaz de obtener los datos necesarios de los campesinos y recaudar impuestos en su totalidad.

El Gobierno comunista también montó un ataque contra una resistente Iglesia ortodoxa rusa: las iglesias fueron despojadas para asegurar el socorro de las víctimas de hambre, después de una respuesta negativa por el Patriarca Tijon a la exigencia de vender objetos de valor de la Iglesia con el pretexto de reunir fondos necesarios para alimentar a las víctimas del hambre. Aunque, parte del clero aceptaban renegar de las grandes riquezas que acaparaban para el bien de los necesitados tras la Revolución de Octubre:
Aquí almorzamos con 22 sacerdotes, monjes y abades. Nos mostraron el monasterio. Hicimos todo lo posible en la conversación para que dijeran algo en contra de la nueva actitud hacia la religión. Y lo máximo que pudimos sacarles en el tema fue esto: que no controlaban las tierras ni tenían el dinero que tenían antes de la Revolución, pero el gobierno les dejó el uso de todo. Las personas que quisieran podían venir a la iglesia. Y estaban satisfechos con este estado de cosas.